# Instytut Nauk Geologicznych Uniwersytetu Jagiellońskiego
Instytut Nauk Geologicznych Uniwersytetu Jagiellońskiego (ING UJ) – jednostka dydaktyczna będąca częścią Wydziału Geografii i Geologii Uniwersytetu Jagiellońskiego.
W skład Instytutu wchodzą: 
- Laboratorium Mikroskopii Elektronowej Skaningowej i Mikroanalizy
- Laboratorium Badań Mineralogicznych
- Laboratorium Geochemii Nieorganicznej
- Laboratorium Geochemii Organicznej
- Centrum Informatyczno-Analityczne

## Historia
Początki obecnego Instytutu Nauk Geologicznych sięgają roku 1782, kiedy to na stanowisko kierownika Katedry Historii Naturalnej oraz Chemii Szkoły Głównej Koronnej został powołany Jan Dominik Jaśkiewicz, twórca Muzeum Mineralogicznego i istniejącego do dziś Ogrodu Botanicznego w Krakowie. Do 1811 roku katedrą kierowali Franciszek Scheit, Baltazar Hacquet i Alojzy Estreicher. W 1811 roku, za sprawą Stanisława Staszica, powstała odrębna katedra mineralogii i „jeognozji”, którego profesorem został Józef Tomaszewski. W 1833 Katedra Mineralogii została zlikwidowana a w jej miejsce utworzono Katedrę Historii Naturalnej, obejmującą mineralogię, zoologię i botanikę. W kolejnych latach (1833–1842) katedrą kierował Alojzy Estreicher, a do 1847 Ignacy Czerwiakowski. W 1847 z Katedry Historii Naturalnej wydzielono Katedrę Fizjografii, obejmującą mineralogię i zoologię, pod kierownictwem Hermana Schmidta. 
W kolejnych latach, rozwój nauk powodował, iż z Katedry Fizjografii wydzielano mniejsze jednostki: rozdzielono mineralogię i zoologię. Katedrę na przestrzeni kolejnych lat prowadzili znani naukowcy: Ludwik Zejszner, Victor Zepharovich, Ignacy Czerwiakowski, Alojzy Alth (autor pierwszego zeszytu Atlasu Geologicznego Galicji). W 1863 napisano pierwsze prace doktorskie z zakresu geologii i mineralogii, a w 1882 obroniono pierwszą habilitację z tej dziedziny. W 1885 roku stanowisko profesora nadzwyczajnego geologii i paleontologii w UJ objął Władysław Szajnocha (profesurę zwyczajną otrzymał on w 1889 roku, a w latach 1911/1912 i 1916/1917 pełnił funkcję Rektora Uniwersytetu Jagiellońskiego). W 1883 roku, za sprawą katedry, wyszedł pierwszy polski podręcznik mineralogii.  
18 kwietnia 1886 roku z Muzeum Mineralogicznego wydzielone zostały dwa oddziały: mineralogiczny (pod kier. prof. Alojzego Altha) i geologiczno-paleontologiczny (pod kier. prof. Władysława Szajnochy). W tym samym roku powstał Gabinet Geologiczny pod kierownictwem profesora Szajnochy; był to pierwszy i największy geologiczny zakład naukowy w Polsce. Zakład posiadał bibliotekę stworzoną ze zbiorów samego profesora (4 tysięcy woluminów). Z inicjatywy Gabinetu powstał Zakładu Paleontologii, Krajowy Zakład Geologiczny (1905), Akademia Górniczo-Hutnicza, a w 1919 roku ogłosił drukiem powstanie projektu Państwowego Instytutu Geologicznego. Przez te lata stanowiska kierownicze w Zakładzie Mineralogii i Petrografii zajmowali Alojzy Alth, Feliks Kreutz, Józef Grzybowski, Władysław Pawlica, Stefan Kreutz, Jan Nowak. W 1927 roku UJ wprowadził magisteriaty w zakresie geologii i paleontologii. W 1928 roku przy UJ pracowały trzy odrębne placówki z zakresu nauk geologicznych: Gabinet Mineralogiczny (Collegium Minus, ul. Gołębia 11), Gabinet Geologiczny (Collegium Physicum, ul. św. Anny 6) (późniejszy Zakład Geologiczny (1929)) oraz Pracownia Paleontologiczna (Collegium Iuridicum, ul. Grodzka 53), wydzielona formalnie w 1912 i kierowana przez Józefa Grzybowskiego do 1922 roku. Po śmierci J. Grzybowskiego kierownictwo Pracowni Paleontologicznej objął Jan Nowak, który kierował pracownią i od roku 1928 Gabinetem Geologicznym aż do wybuchu II wojny światowej.
W 1933 roku przy Zakładzie Geologii powstała pracownia do badań gruntów, nazwana w 1937 Stacją Doświadczalną do Badań Gruntowych przy Zakładzie Geologii UJ a zatwierdzona przez ówczesne Ministerstwo Wyznań Religijnych i Oświecenia Publicznego. W latach 1939–1945 Katedra Geologii została zamknięta, jej pomieszczenia zajęte zostały przez okupanta a wielu profesorów zostało zesłanych do obozu w Sachsenhausen.
Po wyzwoleniu Krakowa reaktywacją Zakładu Geologicznego zajęli się przedwojenni pracownicy: dr K. Konior, Andrzej Michalik, dr J. Burtan, dr S. Sokołowski i prof. Julian Tokarski. Pierwsze wykłady rozpoczęły się 1 marca 1945. W 1945 roku kierownictwo Zakładu objął prof. Antoni Gaweł, który pełnił tę funkcję do roku 1974. 
W październiku 1951 nastąpiła likwidacja Zakładu Geologii, Mineralogii i Paleontologii UJ; został przyłączony do Akademii Górniczo-Hutniczej. Rozwiązaniu uległo również Koło Geologów Studentów UJ. Do 1958 roku nazwa późniejszego instytutu kilkakrotnie zmieniała się a kontrolę nad nią sprawowały różne katedry i instytucje. W 1958 roku utworzono Zakład Paleontologii przy Katedrze Geologii UJ a w 1972 powstał Instytut Nauk Geologicznych UJ. W 1974 roku funkcjonowała Katedra Mineralogii i Petrografii, której kierownikiem był doc. Czesław Harańczyk oraz Instytut Nauk Geologicznych UJ pod kierownictwem prof. Rafała Unruga. Od 1980 do 200 dyrektorem ING był prof. Andrzej Ślączka.
W 2000 roku dotychczasowy Zakład Geologii podzielił się na trzy odrębne Zakłady: Geodynamiki i Geologii Środowiskowej, Sedymentologii i Analizy Paleośrodowiska oraz Kartografii Geologicznej i Tektoniki. Od roku 2021 zakłady te zostały zlikwidowane i zastąpione jednostkami wewnętrznymi: Laboratorium Mikroskopii Elektronowej Skaningowej i Mikroanalizy, Laboratorium Badań Mineralogicznych, Laboratorium Geochemii Nieorganicznej, Laboratorium Geochemii Organicznej oraz Centrum Informatyczno-Analitycznym.